# Équitation aux Jeux panaméricains de 1987
Navigation
1983 1991
Les compétitions d'équitation aux Jeux panaméricains de 1987 ont lieu en août 1987 à Indianapolis, aux États-Unis. 

## Médaillés
| Dressage individuel          | Christilot Hanson-Boylen (CAN)                                               | Martina Pracht (CAN)                                                | Margarita Nava (MEX)                                                  |  |  |  |
| Dressage par équipes         | Canada Eva Maria Pracht Martina Pracht Christilot Hanson-Boylen Diana Billes | États-Unis Carol Lavell Ellin Dixon Ann Guptill Nancy Polozker      | Mexique Cristóbal Egerstrom Margarita Nava Joaquín Orth               |  |  |  |
|                              |                                                                              |                                                                     |                                                                       |  |  |  |
| Saut d'obstacles individuel  | Ian Millar (CAN)                                                             | Rodney Jenkins (USA)                                                | Alberto Valdés Jr. (MEX)                                              |  |  |  |
| Saut d'obstacles par équipes | Canada Lisa Carlsen Hugh Graham Ian Millar Laura Tidball-Balisky             | États-Unis Greg Best Lisa Jacquin Katharine Burdsall Rodney Jenkins | Mexique Jaime Guerra Alberto Rivera Gerardo Tazzer Alberto Valdés Jr. |  |  |  |
|                              |                                                                              |                                                                     |                                                                       |  |  |  |
| Concours complet individuel  | Mike Huber (USA)                                                             | Emily MacGowan (USA)                                                | Peter Gray (BER)                                                      |  |  |  |
| Concours complet par équipes | États-Unis Mike Huber Nanci Lindroth Emily MacGowan Packy McGaughan          | Canada                                                              | Chili                                                                 |  |  |  |

## Tableau des médailles
| Rang  | Nation     | Or | Argent | Bronze | Total |
| ----- | ---------- | -- | ------ | ------ | ----- |
| 1     | Canada     | 4  | 2      | 0      | 6     |
| 2     | États-Unis | 2  | 4      | 0      | 6     |
| 3     | Mexique    | 0  | 0      | 4      | 4     |
| 4     | Bermudes   | 0  | 0      | 1      | 1     |
| 4     | Chili      | 0  | 0      | 1      | 1     |
| Total | Total      | 6  | 6      | 6      | 18    |